# Un mundo perfecto (programa de televisión)
Un mundo perfecto, con Roberto Pettinato fue un programa de televisión argentino conducido por Roberto Pettinato que se estrenó el lunes 16 de marzo de 2009, en las noches de América TV. El late show fusiona la actualidad televisiva y política, con un reality show que intentará mostrar las experiencias de los mediáticos en su primer intento de insertarse en "Un mundo perfecto". Durante 2009 y 2010 estuvo de lunes a viernes 21:30 en la pantalla de América TV mientras que en 2011 los sábados a la noche.

## Reparto
- Roberto Pettinato (150 episodios)
- Amalia Granata (29 episodios)
- Nacho Goano (27 episodios)
- Nazarena Vélez (18 episodios)
- Marcela Godoy  (16 episodios)
- Rocío Marengo (14 episodios)
- Carmela Bárbaro (12 episodios)
- Felipe Pettinato (7 episodios)
- Diego Scott
- Josefina Pouso

## Invitados
- Ricardo Darín
- Jorge Telerman
- Luisana Lopilato
- Michael Bublé
- Laura Azcurra
- Cristian Castro
- Sergio Bergman
- Favio Posca
- Juan José Campanella
- Guillermo Francella
- Fabiana Cantilo
- Humberto Vélez
- Jorge Rial
- Carlos Balá
- Luis Juez
- Santiago del Moro
- Europe
- Jorge Lanata
- Elizabeth Vernaci
- Mauricio Macri
- Lito Cruz
- Zeta Bosio
- María Eugenia Vidal
- Diego Peretti
- Pablo Lescano
- Julieta Díaz
- Carlos Heller
- Dady Brieva
- Babasónicos
- Ismael Serrano
- Aníbal Fernández
- David Lebón
- Jacobo Winograd
- Hilda Lizarazu
- Fernando Peña
- Piñón Fijo
- Iván Noble
- Felipe Colombo
- Leonor Benedetto